# 1. FC Gera 03
Der 1. FC Gera 03 war ein Fußballverein in der ostthüringischen Stadt Gera.

## Vereinshistorie

Logo der BSG Modedruck Gera (1973–1990)

Die Wurzeln des 1. FC liegen im Geraer Ortsteil Zwötzen, wo sich am 25. Mai 1919 der Sportclub Wacker Zwötzen gründete. Er musste sich nach dem Zweiten Weltkrieg auflösen, als auf Initiative der sowjetischen Besatzungsmacht alle bürgerlichen Vereine verboten wurden. Im Sport wurden locker organisierte Sportgemeinschaften zugelassen, die zunächst nur auf Kreis- oder Stadtebene Wettkämpfe austragen durften. In Zwötzen wurde daraufhin die Turn- und Sportgemeinschaft (TUS) Zwötzen ins Leben gerufen. Ab 1949 wurde in Ostdeutschland der Sport in so genannten Betriebssportgemeinschaften (BSG) organisiert, die von örtlichen Betrieben und Einrichtungen getragen wurden. Der TUS bot sich damit die Möglichkeit, sich 1950 in die BSG Fortschritt Zwötzen umzuwandeln. Die Bezeichnung „Fortschritt“ lässt erkennen, dass die BSG von der Textilindustrie Geras unterstützt wurde. Als 1966 weitere Geraer Betriebe die Trägerschaft übernahmen, wurde die Sportgemeinschaft in TSG Gera-Zwötzen umbenannt. Zu Beginn der 1970er Jahre übernahm der Geraer Großbetrieb „Modedruck“ die führende Rolle bei der TSG, die daraufhin am 14. Dezember 1973 den Namen BSG Modedruck Gera annahm.
Nach der politischen Wende von 1989 konnte aufgrund der rechtlichen und wirtschaftlichen Veränderungen der Status einer Betriebssportgemeinschaft nicht weiter aufrechterhalten werden. Die BSG wurde daher zum 1. Januar 1991 in den bürgerlichen Verein TSV 1880 Modedruck Gera-Zwötzen überführt. Nachdem der Textilbetrieb seine Förderung ganz einstellte, entfiel ab 1992 der Zusatz „Modedruck“ wieder. Als 2003 der Nachbarverein 1. SV Gera in die Insolvenz gehen musste, beschloss die Sektion Fußball des TSV, sich zu verselbständigen, „um den Geraer Fußball wieder zu einer Marke in Thüringen zu machen“. Am 23. Mai 2003 wurde mit den Fußballmannschaften des TSV und des SV 1861 Liebschwitz der 1. FC Gera 03 gegründet. Am 30. November 2011 stellte der Vorstand des 1. FC Gera 03 beim Amtsgericht Gera einen Antrag auf Eröffnung eines Insolvenzverfahrens. Bereits im Juli 2010 musste ein derartiger Antrag gestellt werden, der damals jedoch nach Begleichung einer hohen Quote der offenen Verbindlichkeiten fristgerecht zurückgezogen werden konnte. Nachdem der Vorstand Ende Januar 2012 kein abgesichertes Finanzkonzept für die Rückrunde vorlegen konnte, wurde den Spielern die Freigabe erteilt und am 31. Januar 2012 die Oberligamannschaft mit sofortiger Wirkung beim Nordostdeutschen Fußballverband vom Spielbetrieb abgemeldet. Heute ist der Verein aufgelöst.

### Jugendabteilung
Die Jugendabteilung wurde in den am 1. Juli 2012 gegründeten Jugendfußballclub (JFC) Gera überführt. Eine Mannschaft nimmt dort seit der Saison 2023/24 als U23 wieder am Männerspielbetrieb teil.

### Frauenfußballabteilung
Die 1973 gegründete Frauenmannschaft spielte in der Saison 1990/91 in der Sachsen-Liga und stieg damals als Staffelsieger in die Oberliga Nord-Ost (später Regionalliga Nordost) auf. Bis 2000 konnte die Spielklasse gehalten werden. Nach einem Wiederaufstieg 2006 und dem erneuten Abstieg in die Verbandsliga 2010 bildete sie eine Spielgemeinschaft mit der BSG Wismut Gera. Aus dieser Spielgemeinschaft entstand am 29. April 2011 der F.F.C. Gera, welcher nach seiner Blütezeit Mitte der 2010er Jahre zur Saison 2021/22 in die BSG Wismut Gera überführt wurde.

## Fußballentwicklung
Nach Jahren in unterklassigen Ligen des DDR-Bezirkes Gera stieg die erste Männermannschaft der BSG Motor 1961 erstmals in die damals viertklassige Bezirksliga Gera auf. Nach dem für einen Neuling beachtlichen achten Platz unter zwölf Mannschaften reichte 1963 der noch bessere Platz sieben wegen der Reduzierung der Bezirksliga auf eine Staffel nicht mehr für den Klassenerhalt. Es dauerte zehn Jahre, bis sich die Mannschaft, die nun als TSG Gera Zwötzen antrat, wieder für die Bezirksliga qualifizieren konnte, die inzwischen zur 3. Spielklasse im DDR-Fußball geworden war. Die Spielstärke reichte aber wieder nur für drei Spielzeiten. 1980 unternahm es dann die BSG Modedruck Gera, sich in der Bezirksliga zu etablieren, doch nach weiteren drei Jahren musste sich die BSG endgültig wieder in die Niederungen des Bezirks-Fußballs zurückziehen. Ob als Fortschritt, TSG oder Modedruck standen die Zwötzener während des DDR-Fußballbetriebes stets im Schatten der von Uranindustrie geförderten BSG Wismut Gera, die mehrere Jahre in der Oberliga, der höchsten DDR-Fußballklasse spielte.
Daran änderte sich zunächst auch unter dem Dach des DFB nichts. Während Wismut Gera bzw. später der 1. SV Gera bis 1996 und 1999/2000 in der Amateuroberliga Nordost, dann in der Thüringenliga spielte, gelang dem TSV der Aufstieg in die fünftklassige Thüringenliga erst 2003. Danach wechselten vorübergehend die Verhältnisse, denn der 1. SV stieg durch Insolvenz bis in die Bezirksliga ab. Der Weg des neu gegründeten 1. FC Gera 03 führte indes weiter nach oben, denn 2007 gelang der Aufstieg in die Oberliga Nordost. Dort hielt man in der ersten Saison gut mit und verpasste nur knapp den Aufstieg in die neue dreigleisige Regionalliga.

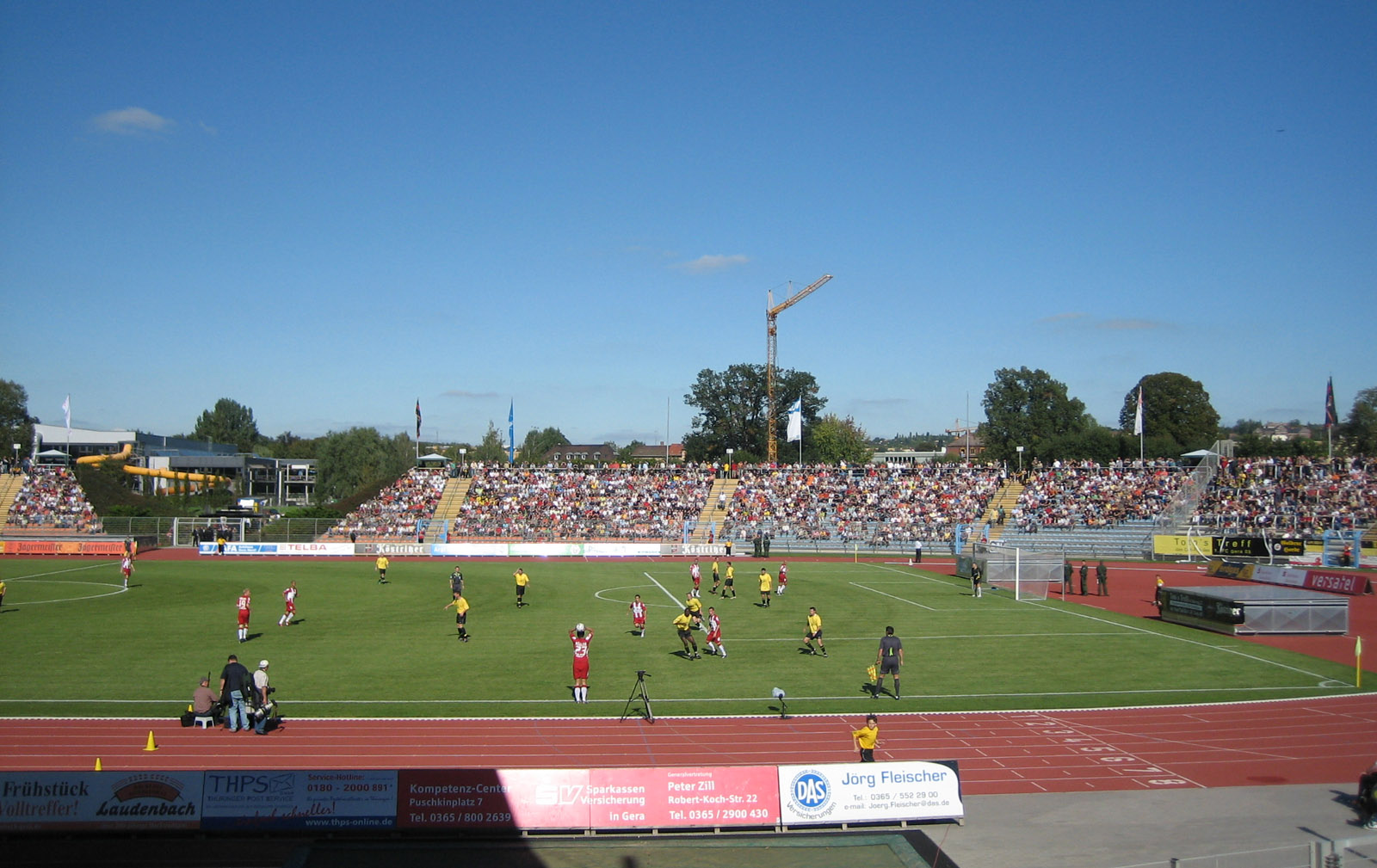
DFB-Pokal, 1. Hauptrunde 2006: 1. FC Gera 03 gegen den 1. FC Kaiserslautern

Ein besonderer Erfolg in der Vereinsgeschichte war der Einzug in das Endspiel des TFV-Pokals 2006, welches Gera mit 2:4 gegen den FC Carl Zeiss Jena verlor. Da die Jenaer im selben Jahr in die 2. Bundesliga aufstiegen und somit automatisch für den DFB-Pokal qualifiziert waren, spielte der 1. FC Gera 03 trotz der Finalniederlage im DFB-Pokal 2006/07. Dort traf die Mannschaft in der ersten Hauptrunde auf den Erstligaabsteiger 1. FC Kaiserslautern und verlor dieses Spiel mit 0:2.
2007 zog man erneut ins Thüringer Pokalfinale ein und besiegte den zwei Klassen höher spielenden FC Rot-Weiß Erfurt mit 1:0. Wenige Tage später gelang auch der vorzeitige Gewinn des Landesmeistertitels und damit der Aufstieg in die Oberliga. Mit dem Pokalsieg qualifizierte sich die Mannschaft zum zweiten Mal in Folge für die erste Hauptrunde des DFB-Pokals, wo sie zu Beginn der neuen Saison auf den Zweitligisten FC Carl Zeiss Jena traf und mit 0:3 verlor.
Die Oberliga-Saison 2009/10 verlief vor allem aufgrund erheblicher finanzieller Probleme deutlich schlechter als die vorangegangenen. Ab dem 3. Spieltag befand sich die Mannschaft in stetiger Abstiegsgefahr und konnte sich zum Schluss nur auf dem 14. Rang platzieren. Trotz gewonnener Relegationsspiele wurde die Hoffnung auf einen Klassenerhalt durch die Rückzüge von Tennis Borussia Berlin (Insolvenz) und der 2. Mannschaft des FC Hansa Rostock nicht erfüllt. Durch den klaren Staffelsieg in der nachfolgenden Verbandsligasaison wurde der direkte Wiederaufstieg in die Oberliga erreicht.

## Saisonbilanzen
| Saison | Liga                 | Platz | S  | U  | N  | Tore  | Punkte | Landespokal   | DFB-Pokal     | Bemerkungen             |
| --- | -------------------- | ----- | -- | -- | -- | ----- | ------ | ------------- | ------------- | ----------------------- |
| 2003/04 | Thüringenliga        | 4.    | 12 | 10 | 6  | 52:23 | 46     | 3. Runde      | –             | -                       |
| 2004/05 | Thüringenliga        | 2.    | 18 | 11 | 1  | 64:21 | 65     | 2. Runde      | –             | -                       |
| 2005/06 | Thüringenliga        | 2.    | 20 | 7  | 3  | 81:26 | 67     | Finale        | –             | -                       |
| 2006/07 | Thüringenliga        | 1.    | 24 | 4  | 2  | 89:33 | 76     | Sieger        | 1. Hauptrunde | -                       |
| 2007/08 | Oberliga Nordost-Süd | 7.    | 13 | 5  | 12 | 47:50 | 44     | Viertelfinale | 1. Hauptrunde | -                       |
| 2008/09 | Oberliga Nordost-Süd | 4.    | 16 | 4  | 10 | 46:45 | 52     | Achtelfinale  | –             | -                       |
| 2009/10 | Oberliga Nordost-Süd | 14.   | 7  | 4  | 19 | 31:60 | 25     | Achtelfinale  | –             | -                       |
| 2010/11 | Thüringenliga        | 1.    | 23 | 6  | 3  | 88:26 | 75     | Viertelfinale | –             | -                       |
| 2011/12 | Oberliga Nordost-Süd | 15.   | 0  | 0  | 0  | 0:0   | 0      | Viertelfinale | –             | Rückzug wegen Insolvenz |
| Anmerkung: Grün unterlegte Spielzeiten markieren einen Aufstieg, rot unterlegte Spielzeiten einen Abstieg. |                      |       |    |    |    |       |        |               |               |                         |

## Erfolge
- Thüringenpokalsieger: 2007
- Thüringenpokalfinalist: 2006

## Stadion
Die Heimspielstätte des Vereins war das Karl-Harnisch-Stadion in Gera-Zwötzen, in dem der Vorgängerverein TSV 1880 Zwötzen spielte. Von 2006 bis Sommer 2010 fanden die Spiele der 1. Männermannschaft (mit einzelnen Ausnahmen) im Stadion der Freundschaft statt. Seit dem Abstieg aus der Oberliga (Sommer 2010) in die Köstritzer-Verbandsliga (auch Thüringenliga) spielte die 1. Männermannschaft wieder im Karl-Harnisch-Sportzentrum in Gera-Zwötzen.

## Personen

### Trainer
Seit der Vereinsgründung im Jahr 2003 wurde die 1. Mannschaft von folgenden Cheftrainern betreut:
- 07/2003–06/2005 Konrad Weise
- 07/2005–05/2009 Nico Quade
- 07/2009–10/2009 René Grüttner
- 10/2009–06/2010 Joachim Steffens
- 07/2010–08/2011 Jörn Schwinkendorf
- 08/2011–01/2012 Marco Weißhaupt
- 1. Februar–30. Juni 2012 Mike Scholz

### Spieler
- Rock Embingou (2006 bis 2008) – ehemaliger kongolesischer Nationalspieler
- Christian Hauser (2008 bis 2009) – ehemaliger Zweitligaspieler für Carl Zeiss Jena und Dynamo Dresden
- Bianca Schmidt (2003 bis 2006) – heute 1. FFC Turbine Potsdam, deutsche Nationalspielerin
- Ronny Scholze (2008 bis 2011) – ehemaliger Zweitligaspieler für Dynamo Dresden
- Marco Weißhaupt (2006 bis 2009, seit 2010) – bestritt 101 Bundesligaspiele für den Hamburger SV, den SC Freiburg und Hansa Rostock und erzielte dabei 9 Tore, spielte auch von 1992 bis 1994 und 1996 bis 1997 für den FC Rot-Weiß Erfurt